# Wolfgang Ritter (Biologe)
Wolfgang Ritter (* 28. Oktober 1948) ist ein deutscher Biologe und Spezialist im Fachbereich Varroatose und Bienenpathologie.
Wolfgang Ritter studierte Biologie und Chemie an der Johann Wolfgang Goethe-Universität in Frankfurt und promovierte am Institut für Bienenkunde in Oberursel. Seit 1980 ist er Leiter der Abteilung für Bienenkunde am Tierhygienischen Institut in Freiburg im Breisgau (heute Teil der Katholischen Hochschule Freiburgs). 1987 wurde Ritter Präsident der wissenschaftlichen Kommission für Bienengesundheit in der Weltorganisation der Imkerverbände Apimondia, sowie seit 1991 Experte und Leiter des Referenzlabors für Bienenkrankheiten der Weltorganisation für Tiergesundheit (OIE). Bis 2007 war Ritter als Lehrbeauftragter an der Universität Kassel an der Fakultät für ökologische Agrarwissenschaften im Bereich Bienen tätig. Ritter ist zudem seit 2010 Kursleiter für europäische Tierärzte der DG Sanco im Rahmen von "Better Training for safer food in EU countries".
In seinem Fachgebiet der Varroatose und Bienenpathologie veröffentlichte Ritter rund 250 peer-reviewte wissenschaftliche Publikationen und ist (Co-)Autor mehrerer Bücher und Schriften.

## Schriften
- Experimenteller Beitrag zur Thermoregulation des Bienenvolks. Dissertation. 1978.
- Bienenkrankheiten. Ulmer, Stuttgart 1994, ISBN 3-8001-7289-5.
- Diagnostik und Bekämpfung der Bienenkrankheiten. Fischer, Jena 1996, ISBN 3-334-61021-7.
- Honey Bee Diseases and Pests: A Practical Guide,  Food and Agriculture Organization of the United Nations, 2006
- Bienen gesund erhalten,  Ulmer, Stuttgart 2012, ISBN 978-3800157297
- Bee health and veterinarians World Organisation for Animal Health, Paris 2014, ISBN 978-92-9044-923-2
- Bienen naturgemäß halten, Ulmer, Stuttgart 2014, ISBN 978-3800139958
- Gute imkerliche Praxis Ulmer, Stuttgart 2016, ISBN 978-3-8001-0375-1
- Das Bienenjahr – Imkern nach den 10 Jahreszeiten der Natur, Ulmer, Oktober 2020, ISBN 9783818611408.